# Joseph R. Garber
Joseph Rene Garber (* 14. August 1943 in Philadelphia; † 27. Mai 2005 in Woodside, Kalifornien) war ein amerikanischer Autor.
Garbers Vater war in der U.S. Army, deshalb zog er als Kind oft um und wandte sich früh Büchern zu. Er besuchte die University of Virginia, brach das Studium aber ab, um wie sein Vater zur Armee zu gehen. Nach seiner Dienstzeit studierte er Philosophie an der East Tennessee State University und schloss sein Studium 1968 ab. Er arbeitete anschließend als Berater für AT&T und Booz Allen Hamilton. Er schrieb für das AT&T-Unternehmensmagazin und in seiner Freizeit.
1984 zog Garber nach langer Krankheit nach Woodside in Kalifornien. Er verfasste Artikel für das Forbes Magazine und arbeitete als Berater, bis er eine Kündigung zum Anlass nahm, hauptberuflich zu schreiben. Sein erster Roman Rascal money wurde 1989 veröffentlicht und beschäftigt sich mit feindlichen Übernahmen von Unternehmen. Er war zunächst als Sachbuch konzipiert, wurde aber vor der Veröffentlichung von Garber auf Anraten von Anwälten umgeschrieben.
Sein größter Erfolg war der 1995 erschienene Roman Vertical Run, der zu einem internationalen Bestseller avancierte.
Garber war verheiratet. Er starb im Alter von 61 Jahren an einem Herzinfarkt.

## Werke
- Rascal money. Contemporary Books, Chicago 1989, ISBN 0-8092-4285-0. (Milliarden-Poker: feindliche Übernahme eines Unternehmens. Campus-Verlag, Frankfurt 2003, ISBN 3-593-37172-3.)
- Vertical run. Bantam Books, New York 1995, ISBN 0-553-10033-5. (Der Schacht. Piper, München 1995, ISBN 3-492-03818-2.)
- In a Perfect State. Pocket Books, Großbritannien 1999, ISBN 0-671-85467-4. (Im Auge des Wolfes. Piper, München 2000, ISBN 0-671-85467-4.)
- Whirlwind. HarperCollins, New York 2004, ISBN 0-06-059650-3.